# Tyske Nordpolsekspedition 1869
Den tyske nordpolsekspedition var en tysk ekspedition i 1869 til Arktis. Målet var at udforske den nordpolare region og at markere det nyligt forenede, preussiske ledede tyske imperium som en stormagt.

## Baggrund
I 1866 skrev den tyske geographer August Petermann en pjece ("Proklamation to the German Nation"), der stærkt foreslog tysk deltagelse i den internationale søgen efter Nordpolen, som stimulerede opsætningen af en tysk ekspedition.
En første ekspedition fandt sted sommeren 1868 og blev ledet af Carl Koldewey på skibet Grönland. Ekspeditionen udforskede nogle hidtil ukendte kystområder i det nordøstlige Spitsbergen, men førte ellers ikke til nogen ny videnskabelig viden. Det fungerede imidlertid som forberedelse til anden ekspedition.

## Anden tyske nordpolsekspedition
Den anden ekspedition bestod af en to-fartøjskonvoj:
Germania - en skonnert bygget til ekspedition af ekstra stærke planker og med en hjælpemotor - under ledelse af Carl Koldewey og med en besætning på 15 mænd.
Hansa - en mindre eskortskonnert bygget 1864 og håndhæves til ekspeditionen - under ledelse af Paul Friedrich August Hegemann og med en besætning på 13 mænd.
Besætningen omfattede to læger, som også var kyndige naturhistorikere - Adolf Pansch på Germania og Reinhold Wilhelm Buchholz på Hansa - astronomerne og geofysikerne Karl Nikolai Jensen Börgen og Ralph Copeland, den østrigske kartograf Julius von Payer og den østrigske geolog Gustav Karl Laube.
Ekspeditionen forlod Bremerhaven den 15. juni 1869 og sejlede mod nord. Efter en måned blev der fundet tæt pakis ved ca. 75,5° N. De to skibe blev adskilt ved en fejltagelse.

### Germania
Germania klarede sig gennem pakisen takket være sin hjælpemotor og i løbet af sensommeren udforskede skibet området omkring Sabine (ø), Lille Pendulum og Shannon. Den 13. september 1869 forankrede skibet nær Sabineøens sydkyst for overvintring. I løbet af efteråret og det følgende forår blev der lavet slædeture til Clavering ø og Tyrolerfjord i sydvest og så langt nordpå som Store Koldewey Island og Germania Land. I slutningen af juli 1870 kunne Germania lette anker og fortsætte mod nord, dog kun for at finde vejen blokeret af pakis. Efter otte dage blev det besluttet at gå sydpå i stedet, og der blev udført omfattende udforskning af de store fjordsystemer i Nordøstgrønland, især Kejser Franz Joseph Fjord. Germania formåede at komme igennem pakken, men motoren brød og vendte tilbage til Bremerhaven, mest af vejen ved sejl den 11. september 1870.

### Hansa
Som forsyningsskib fulgte Hansa Germania indtil 19. juli, da Hegemann fejlfortolkede et flagsignal af Koldeway og gik videre; skibet forsvandt i tågen og blev adskilt. Aftalen var at i en sådan situation skulle skibene mødes igen på Sabine ø. Efter mislykkede forsøg på at komme derhen satte Hansa sig uundgåeligt fast i pakisen ved midten af september 1869. I løbet af den næste måned blev skibet langsomt knust af isen og sank endelig den 22. oktober i en position på 70° 32'N, 21° W ca. 10 km fra østgrønlands kyst. Besætningen lykkedes at overleve vinteren i et hus bygget af kulstøvbriketter, mens de drev på havisen sydover langs Grønlands østkyst. I juni 1870 nåede besætningen til kysten med båd og nåede den moraviske Herrnhuter-mission i Friedrichsthal (Narsarmijit) (nu Narsaq Kujalleq) nær Kap Farvel, hvorfra de kom tilbage til Tyskland på et dansk skib.

## Botaniske samlinger
Læge Adolf Pansch lavede ganske omfattende botaniske samlinger under den anden tyske nordpolsekspedition. De opsamlede vaskulære planter blev senere behandlet af botanikerne Franz Georg Philipp Buchenau og Wilhelm Olbers Focke, begge fra universitetet i Bremen.